# ミリキア属

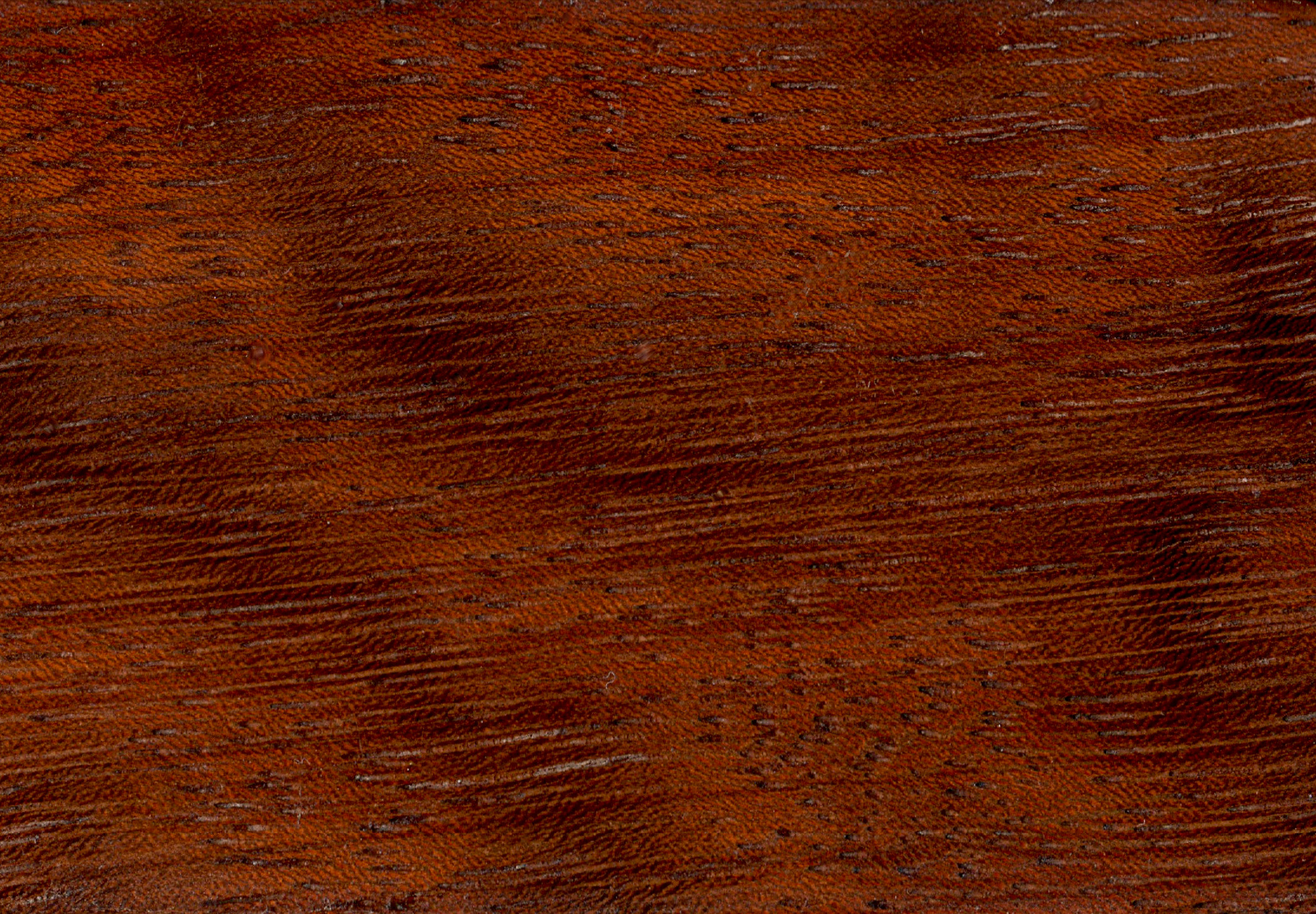
イロコ材

ミリキア属（ミリキアぞく、Milicia）とは、クワ科の属の一つである。いずれもアフリカに自生するミリキア・エクスケルサ（M. excelsa (Welw.) C.C.Berg、シノニム: Chlorophora excelsa (Welw.) Benth. など）とミリキア・レギア（M. regia A.Chev. C.C.Berg、シノニム: Chlorophora regia A.Chev. など）の2種からなり、いずれからもイロコ（iroko）という木材が得られるが、伐採業者は2種を区別しない。